# Lucio Soravito De Franceschi
Lucio Soravito De Franceschi (Ovaro, 8 dicembre 1939 – Udine, 6 luglio 2019) è stato un vescovo cattolico italiano.

## Biografia
Nacque a Mione, frazione di Ovaro, in provincia e arcidiocesi di Udine, l'8 dicembre 1939, giorno dell'Immacolata Concezione.

### Formazione e ministero sacerdotale
Frequentò il seminario diocesano e il 29 giugno 1963 fu ordinato presbitero per l'arcidiocesi di Udine. Proseguì gli studi presso l'Università Pontificia Salesiana, dove si laureò in Teologia pastorale.
Durante il suo ministero presbiterale a Udine svolse molti incarichi tra cui quello di parroco della cattedrale di Udine e di vicario urbano.

### Ministero episcopale
Il 29 maggio 2004 fu eletto vescovo di Adria-Rovigo.
Ricevette l'ordinazione episcopale l'11 luglio 2004 dall'arcivescovo Pietro Brollo, co-consacranti gli arcivescovi Alfredo Battisti e Paolo Romeo.
Il 18 luglio successivo prese possesso della diocesi.
Il 10 maggio 2008 indisse il sinodo diocesano; il 16 ottobre 2011 approvò e promulgò le costituzioni sinodali.
Fu membro della Commissione episcopale per la dottrina della fede, l'annuncio e la catechesi della Conferenza Episcopale Italiana.
Il 23 dicembre 2015 papa Francesco accolse la sua rinuncia, presentata per raggiunti limiti di età, al governo pastorale della diocesi di Adria-Rovigo; gli succedette Pierantonio Pavanello, del clero di Vicenza. Rimase amministratore apostolico della diocesi fino all'ingresso del successore, avvenuto il 6 marzo 2016.
Morì il 6 luglio 2019 a Udine, all'età di 79 anni. Riposa nella cripta della cattedrale di Udine.

## Genealogia episcopale
La genealogia episcopale è:
- Cardinale Scipione Rebiba
- Cardinale Giulio Antonio Santori
- Cardinale Girolamo Bernerio, O.P.
- Arcivescovo Galeazzo Sanvitale
- Cardinale Ludovico Ludovisi
- Cardinale Luigi Caetani
- Cardinale Ulderico Carpegna
- Cardinale Paluzzo Paluzzi Altieri degli Albertoni
- Papa Benedetto XIII
- Papa Benedetto XIV
- Cardinale Enrico Enriquez
- Arcivescovo Manuel Quintano Bonifaz
- Cardinale Buenaventura Córdoba Espinosa de la Cerda
- Cardinale Giuseppe Maria Doria Pamphilj
- Papa Pio VIII
- Papa Pio IX
- Cardinale Alessandro Franchi
- Cardinale Giovanni Simeoni
- Cardinale Antonio Agliardi
- Cardinale Basilio Pompilj
- Cardinale Adeodato Piazza, O.C.D.
- Vescovo Girolamo Bartolomeo Bortignon, O.F.M.Cap.
- Arcivescovo Alfredo Battisti
- Arcivescovo Pietro Brollo
- Vescovo Lucio Soravito De Franceschi

## Araldica
| Stemma | Blasonatura |
| ------ | --- |
|        | Di oro, cappato di azzurro. Nel primo alla cetra di azzurro; nella cappa, alla stella ad otto raggi a destra e alla mitria con baculo pastorale a sinistra, il tutto di oro. |